# Тёмный стиль (поэзия)
Тёмный стиль (окс. trobar clus: [klys tɾubaɾ]) иначе «герметичный», «закрытый стиль» — одно из стилистических направлений поэзии трубадуров. Произведения, созданные в «тёмном стиле» были понятны лишь небольшому кругу наиболее взыскательных, «посвящённых» слушателей. Создателем этого направления считается Маркабрюн, сочетавший трудную манеру стихосложения с особенным строем мыслей, его последователями были трубадуры Алегрет, Маркоа, Гаваудан. Единственной женщиной-поэтессой, писавшей в манере trobar clus была Ломбарда (расцвет творческой деятельности ок. 1216). К 1200 году из-за своей сложности «тёмная» манера практически исчезла. В конце XII века родилась новая манера — «изысканный стиль» (trobar prim, trobar ric), — вобравшая в себя всё лучшее от «лёгкой» и «тёмной». Первым, кто начал разрабатывать новую манеру выражения, стал Пейре Овернский. 